# Oldsmobile Flying Roadster
La Flying Roadster è un'autovettura prodotta dall'Oldsmobile nel 1907. Era anche conosciuta come Model H. Montava il medesimo propulsore della Model A.

## Storia
La vettura montava con un motore a quattro cilindri in linea da 4.948 cm³ di cilindrata che erogava 35-40 CV di potenza. Tale propulsore era raffreddato ad acqua.
Il motore era anteriore, mentre la trazione era posteriore. Il moto alle ruote posteriori era trasmesso tramite un albero di trasmissione. Il cambio era a tre rapporti con leva posizionata a destra del guidatore. Il freno a pedale agiva sull'albero motore, mentre il freno di stazionamento operava tramite tamburo sulle ruote posteriori.
La vettura era disponibile con un solo tipo di carrozzeria, roadster due porte. Era offerta rossa o grigia.